# 羅江区
羅江区（らこう-く）は中華人民共和国四川省徳陽市に位置する市轄区。

## 地理
羅江区の面積は447.88平方キロメートル、平原と丘陵が連接した地理特徴で、四川盆地の中亜熱帯湿潤型気候区に属し、典型的な農業地域である。

## 歴史
羅江区は成都平原東北部に位置する三国時代の蜀（蜀漢）からの文化景勝地であり、清代の文学者である李調元の出身地である。現在は省級歴史文化名城に指定されている。「三国険要の区、両川咽喉の地」と称され、古代四川省の交通の要衝とされた。蜀の劉備に仕えた龐統が戦死したのは羅江白馬関落鳳坡であるとする伝承がある。
304年頃、成漢の時代に万安県が設置され、742年（天宝元年）、唐朝により羅江県と改称された。1959年に徳陽県・安県・綿陽県に分割編入されたが、1996年に徳陽市市中区の一部を以って、羅江県が再び設置された。2017年8月に市轄区の羅江区に改編された。

## 自然資源
羅江区の森林面積は全体の34.11％に達する。また豊富な天然ガスを算出し県内の主要エネルギー源とされ、またそれを使用した発電事業も盛んである。

## 行政区画
- 鎮:万安鎮、鄢家鎮、金山鎮、新盛鎮、略坪鎮、調元鎮、白馬関鎮

## 産業
「工業強県」戦略の採用により、区内にはプラスティック原料、電子材料、機械、食品、建材、軽工紡織の6大産業を育成してきた。

## 名所・旧跡・観光スポット
「中国金花梨の郷」と称された羅江区は、金花梨、調元棗、羅江青椒、羅江豆鶏などの特産品を産出している。
「潺亭水城」（せんてい-すいじょう）も新たな観光資源となっている。

## 交通
鉄道
- 中国鉄路総公司
  - 中国鉄路成都局集団公司
    - 西成旅客専用線（羅江東駅（中国語版））（旧 成綿楽旅客専用線）
    - 宝成線（羅江駅（中国語版））

道路
高速道路
- 成綿高速道路（中国語版）
- 成万高速道路（中国語版）

国道
- G108国道

## 健康・医療・衛生
- 羅江区人民医院
- 羅江県第二人民医院
- 羅江県和平医院